# 帖木儿不花 (云南王)
帖木儿不花（?—?），元朝宗室，一作帖木儿。梁王松山之孙，云南王（后封梁王）王禅之子。
泰定元年（1324年），袭封云南王。泰定四年（1327年），应叔父泰定帝的召见，到上都（今内蒙古自治区正蓝旗东北），从此没有还云南镇守之地。致和元年（1328年），泰定帝死后，其父王禅拥立皇太子阿速吉八为元天顺帝，兵败被杀。至顺二年（1331年），被流放到吉阳军（今海南省三亚市西北）。